# ماكس لوفيفر
ماكس لوفيفر (بالفرنسية: Max Lefèvre)‏ هو سائق سباق فرنسي، ولد في 9 ديسمبر 1985.